# Jira de Castandiello

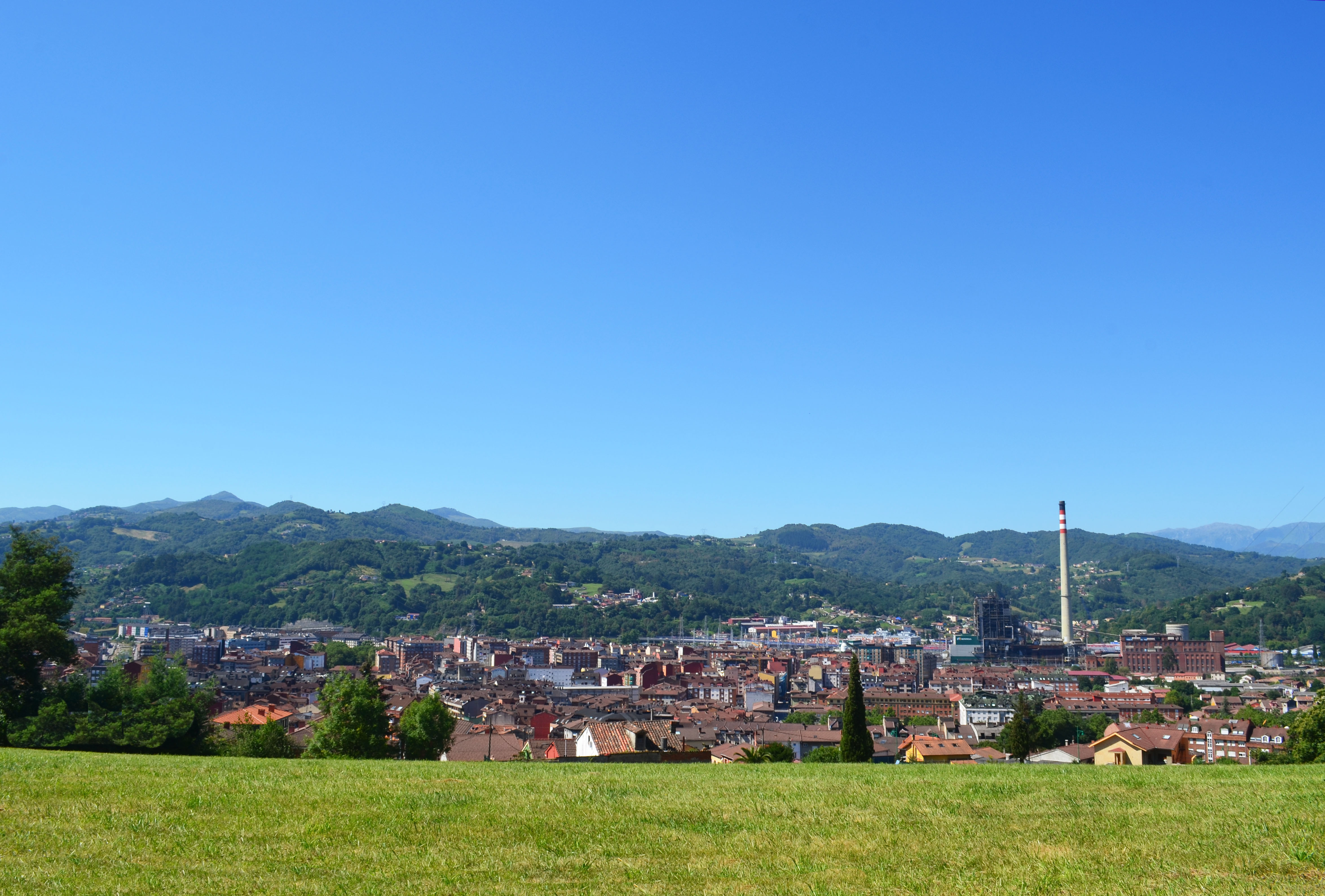
Prado de Castandiello, con La Felguera al fondo

La Jira de Castandiello, o Jira de San Pedro, es una tradicional romería que se celebra el último día de las fiestas de San Pedro de La Felguera, Asturias, desde 1923. 
Dependiendo del año, se celebra entre finales de junio y principios de julio.

## Descripción
Las fiestas en honor a San Pedro se celebran desde 1908. Desde comienzos de los años 20 varios grupos de personas suben al prado de Castandiello (también conocido como Prau la Jira), desde donde se divisa La Felguera, para celebrar la jira. Antiguamente se centraba en una merienda campestre durante la tarde hasta bajar al centro de la villa con los romeros y charangas. Desde hace algunas décadas, además, los más jóvenes y peñas que asisten suelen bajar pidiendo agua que les arrojan desde las ventanas. Se realiza un desfile de subida, partiendo del Parque de El Sutu, y otro de bajada con los diferentes grupos en torno a las 20:30 horas hasta la plaza de Setsa, donde tiene lugar la fiesta de la espuma. La gente que no desea mojarse bajan los últimos con el resto de charangas y bandas de gaitas. La jornada termina con una sesión de fuegos artificiales y la última verbena de las fiestas.
En 2020 y 2021 fue suspendida a causa de la Pandemia por Covid-19.